# Пасхепарамбил, Алоизий
Мар Алоизий Пасхепарамбил (англ. Mar Aloysius Pazheparambil, 25 марта 1837 года, Пулинкунну, Керала — 9 декабря 1919 года, Эрнакулам) — первый апостольский викарий Сиро-малабарской церкви, титулярный епископ Тимандоса.

## Биография

### Священство и монашество
Алоизий Пасхепарамбил родился 25 марта 1837 года в Пулинкунну, небольшом поселении недалеко от Аллеппи. В этой значимой для христиан апостола Фомы общине был основан блаженным Куриакосом Чаварой пятый монастырь конгрегации Кармелитов Непорочной Марии, в который вступил Алоизий Пасхепарамбил и где он был рукоположен в священники 4 декабря 1896 года. В то время католические христиане апостола Фомы также как и местные католики латинского обряда входили в юрисдикцию архиепархии Вераполи. Такая ситуация мало устраивала христиан сирийского обряда, так как иностранные викарии и архиепископы не понимали литургию христиан апостола Фомы и пытались уподобить её латинской.
В 1874 году, как это часто случалось в прошлом, архиепископ Вавилона Иосиф VI Аудо направил в Индию епископа Меллус Эллиа, не получив на это разрешения Рима. Этот случай был не единственным, так как Иосиф VI Аудо пользовался своим правом поставлять епископов для малабарских христиан. Во избежание повторения подобных трений с халдейской церковью 11 монахов основали конгрегацию Кармелитов Непорочной Марии. Одной из целей её создания было дать возможность назначать и подготавливать католических епископов для сиро-малабарской церкви. Конгрегация, в которой состоял Мар Алоизий Пасхепарамбил, была ярым защитником интересов Папы в Индии и боролась с епископами, присланными из Вавилона. Вскоре присланный епископ сдался, но часть его последователей отделилась от сиро-малабарской католической церкви.
Алоизий Пасхепарамбил входил в число сторонников идеи самостоятельного назначение епископов сиро-малабарской католической церковью и поэтому был исключён из ордена в 1875 году апостольским викарием Вераполи вместе со своими единомышленниками после того, как они написали Папе письмо с просьбой дать им индийского епископа для управления Сиро-малабарской церковью.
Папа Лев XIII в 1887 году исключил Сиро-малабарскую католическую церковь из общей латинской юрисдикции и создал для этой церкви два апостольских викариата в Триссуре и  Коттаяме, возглавляемые латинскими епископами Адольфом Эдвином Медликотт и Шарлем Лавином. Оба они были христианами апостола Фомы и подготовили молодые викариаты для перехода в управление местными епископами. 28 июля 1896 году два викариаты были реорганизованы в три, Коттаяма, Триссур и Эрнакулам. На все три места апостольских викариев были назначены местные лица. Алоизий Пасхепарамбил получил в управление викариат Эрнакулам.

### Епископ и апостольский викарий
Алоизий Пасхепарамбил был ближайшим помощником Адольфа Медликотта и Шарля Лавина. 11 августа 1896 года он был назначен титулярным епископом Тимандоса и апостольским викарием Эрнакулама. 25 октября состоялось его рукоположение апостольским делегатом в Индии архиепископом Владиславом Залесским в его резиденции на Шри-Ланке. 
Его задачей как руководителя нового викариата было создание новой епархиальной структуры, а также поддержание сирийского обряда литургии. Через 23 года упорной работы апостольским викарием Алоизий Пасхепарамбил скончался 8 декабря 1919 года. Его останки были похоронены в старом кафедральном соборе Святой Марии в Эрнакуламе, а в марте 1974 года были перенесены в заново отстроенный собор. 